# Misrikh-cum-Neemsar
Misrikh-cum-Neemsar é uma cidade  no distrito de Sitapur, no estado indiano de Uttar Pradesh.

## Demografia
Segundo o censo de 2001, Misrikh-cum-Neemsar tinha uma população de 15,163 habitantes. Os indivíduos do sexo masculino constituem 53% da população e os do sexo feminino 47%. Misrikh-cum-Neemsar tem uma taxa de literacia de 65%, superior à média nacional de 59.5%: a literacia no sexo masculino é de 71% e no sexo feminino é de 58%. Em Misrikh-cum-Neemsar, 15% da população está abaixo dos 6 anos de idade.